# Ohiofloden
Ohiofloden, Ohio River, är den största bifloden till Mississippifloden efter volym räknat. Floden är cirka 1 579 kilometer lång och är belägen i nordöstra USA. Den flyter genom städer som Pittsburgh, Pennsylvania och Cincinnati, Ohio.
Vid Pittsburg är bredden 600 meter och vid Evansville 1 kilometer. Ohiofloden hade under början av 1800-talet stor betydelse som trafikled, men minskade efter järnvägsnätets utbyggande. 1835 anlades två kanaler mellan Ohiofloden och Eriesjön: Miami-Eriekanalen och Ohio-Eriekanalen.

## Galleri

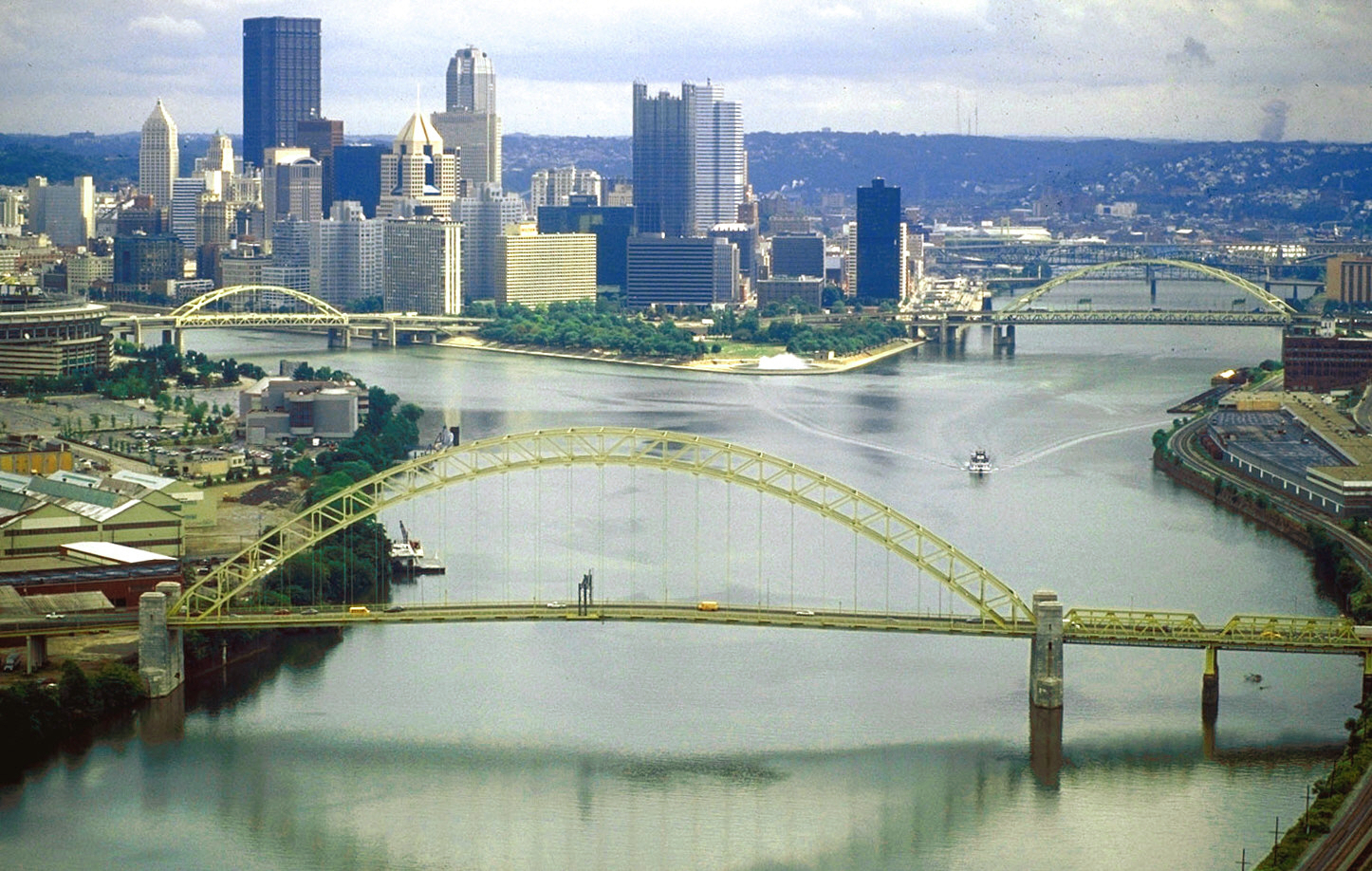
Allegheny River (till vänster) and Monongahela River (till höger) går ihop till Ohio River i Pittsburgh, Pennsylvania.
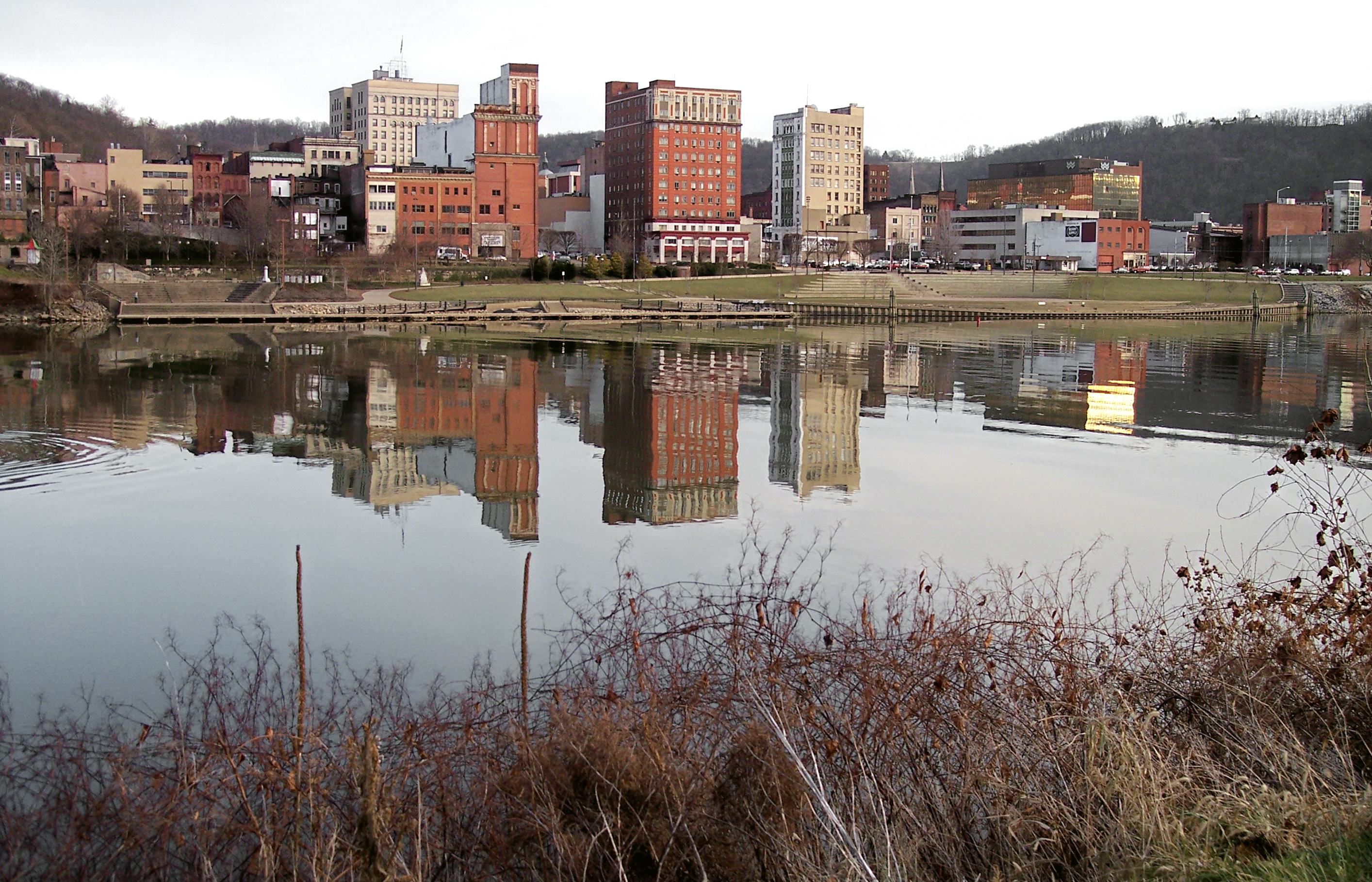
Wheeling, West Virginia
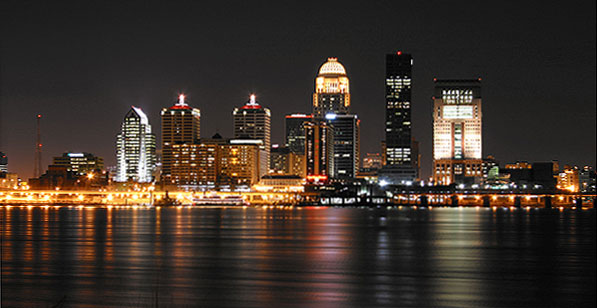
Louisville, Kentucky